# Morley (Míchigan)
Morley es una villa ubicada en el condado de Mecosta en el estado estadounidense de Míchigan. En el Censo de 2010 tenía una población de 493 habitantes y una densidad poblacional de 192,27 personas por km².

## Geografía
Morley se encuentra ubicada en las coordenadas 43°29′25″N 85°26′44″O / 43.49028, -85.44556. Según la Oficina del Censo de los Estados Unidos, Morley tiene una superficie total de 2.56 km², de la cual 2.32 km² corresponden a tierra firme y (9.6%) 0.25 km² es agua.

## Demografía
Según el censo de 2010, había 493 personas residiendo en Morley. La densidad de población era de 192,27 hab./km². De los 493 habitantes, Morley estaba compuesto por el 94.32% blancos, el 1.01% eran afroamericanos, el 0.61% eran amerindios, el 0.41% eran asiáticos, el 0% eran isleños del Pacífico, el 1.01% eran de otras razas y el 2.64% pertenecían a dos o más razas. Del total de la población el 5.68% eran hispanos o latinos de cualquier raza.